# Hilmar von dem Bussche

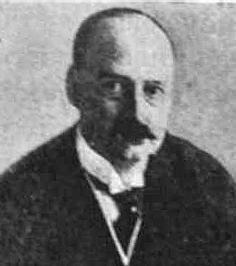
Hilmar von dem Bussche

Hilmar Freiherr von dem Bussche-Haddenhausen (n. 31 ianuarie 1867, Hanovra – d. 19 noiembrie 1939, Argentina) a fost un diplomat german ce a îndeplinit misiunea de trimis extraordinar și ministru plenipotențiar al Imperiului German în România până la intrarea României în Primul Război Mondial. A fost la post în România în perioada 1914–1916.